# Henri Jan Wienese
Henri Jan Wienese   (Amsterdam, 4 de juny de 1942) és un remer neerlandès, ja retirat, que va competir durant la dècada de 1960.
El 1968 va prendre part en els Jocs Olímpics d'Estiu de Ciutat de Mèxic, on guanyà la medalla d'or en la competició de scull individual del programa de rem, única medalla d'or aconseguida mai pels Països Baixos en aquesta prova.
En el seu palmarès també destaquen una medalla de plata al Campionat del Món de rem de 1966 i dues medalles de bronze al Campionat d'Europa de rem, el 1965 i 1967.